# ساعت ۴:۴۴ آخرین روز زمین
ساعت ۴:۴۴ آخرین روز زمین (به انگلیسی: 4:44 Last Day on Earth) فیلمی محصول سال ۲۰۱۱ و به کارگردانی ایبل فرارا است. در این فیلم بازیگرانی همچون ویلم دفو، شانین لی، ناتاشا لیون، آنیتا پالنبرگ، پاز د لا ورتا و پت کی‌یرنان ایفای نقش کرده‌اند.